# 卡普里卡匹鲁皮医院
卡普里卡匹鲁皮医院（Ospedale Giuseppe Capilupi Capri）是意大利南部卡普里岛的一所医院，位于阿纳卡普里镇的省街（Via Provinciale），就在市政厅的西边，小港北面约半公里处。它是岛上的主要医院。